# UFC 104
UFC 104: Machida vs. Shogun  è stato un evento di arti marziali miste tenuto dalla Ultimate Fighting Championship il 24 ottobre 2009 allo Staples Center di Los Angeles, Stati Uniti d'America.

## Retroscena
Ben Rothwell avrebbe dovuto inizialmente affrontare Chase Gormley, ma venne deciso di spostarlo nella card principale facendolo lottare contro Cain Velasquez; l'avversario di Gormley fu quindi Stefan Struve.
Gleison Tibau avrebbe dovuto affrontare Sean Sherk, ma quest'ultimo s'infortunò e venne sostituito con Josh Neer.

## Risultati

### Card preliminare
- Incontro categoria Pesi Massimi:  Stefan Struve contro  Chase Gormley

Struve sconfisse Gormley per sottomissione (strangolamento triangolare) a 4:04 del primo round.
- Incontro categoria Pesi Mediomassimi:  Kyle Kingsbury contro  Razak Al-Hassan

Kingsbury sconfisse Al-Hassan per decisione divisa (29–28, 28–29, 29–28).
- Incontro categoria Pesi Medi:  Jorge Rivera contro  Rob Kimmons

Rivera sconfisse Kimmons per KO Tecnico (colpi) a 1:53 del terzo round.
- Incontro categoria Pesi Medi:  Yushin Okami contro  Chael Sonnen

Sonnen sconfisse Okami per decisione unanime (30–27, 30–27, 30–27).
- Incontro categoria Pesi Massimi:  Antoni Hardonk contro  Pat Barry

Barry sconfisse Hardonk per KO Tecnico (colpi) a 2:30 del secondo round.
- Incontro categoria Pesi Mediomassimi:  Ryan Bader contro  Eric Schafer

Bader sconfisse Schafer per decisione unanime (30–27, 30–27, 30–27).

### Card principale
- Incontro categoria Catchweight:  Anthony Johnson contro  Yoshiyuki Yoshida

Johnson sconfisse Yoshida per KO Tecnico (pugni) a 0:41 del primo round.
- Incontro categoria Pesi Leggeri:  Joe Stevenson contro  Spencer Fisher

Stevenson sconfisse Fisher per sottomissione (gomitate) a 4:02 del secondo round.
- Incontro categoria Catchweight:  Josh Neer contro  Gleison Tibau

Tibau sconfisse Neer per decisione unanime (30–27, 30–27, 29–28).
- Incontro categoria Pesi Massimi:  Cain Velasquez contro  Ben Rothwell

Velasquez sconfisse Rothwell per KO Tecnico (pugni) a 0:58 del secondo round.
- Incontro per il titolo dei Pesi Mediomassimi:  Lyoto Machida (c) contro  Mauricio Rua

Machida sconfisse Rua per decisione unanime (48–47, 48–47, 48–47) e mantenne il titolo dei Pesi Mediomassimi.

## Premi
Ai vincitori sono stati assegnati 60.000$ per i seguenti premi:
- Fight of the Night:  Antoni Hardonk contro  Pat Barry
- Knockout of the Night:  Pat Barry
- Submission of the Night:  Stefan Struve